# Ana María Rey
Ana María Rey es una física teórica colombiana, profesora de la Universidad de Colorado en Boulder y miembro de JILA. Reconocida por su investigación en átomos ultrafríos, le fue otorgado el premio "Genius" en el 2013 por parte de la Fundación MacArthur y el premio Maria Goeppert-Mayer de la American Physical Society.

## Biografía
Rey obtuvo su título de pregrado en física en la Universidad de los Andes en Bogotá en el año 1999 . En el año 2000 se desplazó a los Estados Unidos de América donde obtuvo su título de doctorado en física de la Universidad de Maryland en el 2004 a través de su trabajo en átomos bosónicos ultrafríos en retículos ópticos. Al terminar sus estudios postdoctorales en la Universidad de Maryland se vinculó al NIST entre los años 2004 y 2005, a finales de 2005 estuvo vinculada al instituto ITAMP del Centro Harvard-Smithsonian para Astrofísica de la Universidad de Harvard donde trabajó como becaria postdoctoral. Desde el año 2012 se desempeña como profesora adjunta al instituto JILA de la Universidad de Colorado en Boulder, donde dirige un grupo de investigación dedicado al estudio de átomos ultrafríos en retículas ópticas. tiene un hijo llamado Nicolás Reyes

## Premios y reconocimientos
Durante su carrera ha obtenido diferentes menciones, premios y reconocimientos a su trabajo, entre los más relevantes se encuentran:
- Premio Blavatnik para Jóvenes Científicos. Año: 2019.
- Premio "APS Fellow" de la American Physical Society. Año: 2015.
- Premio "Maria Goeppert Mayer" de la American Physical Society.[2] Año: 2014.
- Premio Presidencial para Científicos, otorgado por la Casa Blanca.[7] Año 2013.
- Beca de la Fundación MacArthur.[1] Año: 2013.
- Reconocimiento a Grandes Mentes en Ciencia, Tecnología, Ingeniería y Matemáticas (STEM, por sus siglas en inglés).[8] Año: 2013.
- Premio a la mejor física del mes de la American Physical Society.[9] Año: 2012.
- Premio Nacional Alejandro Ángel Escobar 2007 en la categoría de Ciencias Exactas, Físicas y Naturales, por su trabajo "Átomos ultra-fríos en redes ópticas (Ultra cold bosonic atoms in optical lattices).

## Obras
- Libros
  - Annual Review of Cold Atoms and Molecules, Edited by Kirk W. Madison, Yiqiu Wang, Ana Maria Rey and Kai Bongs, World Scientific, Volume 2, Singapore(2014).
  - Annual Review of Cold Atoms and Molecules, Edited by Kirk W. Madison, Yiqiu Wang, Ana Maria Rey and Kai Bongs, World Scientific, Volume 1, Singapore(2013).
- Artículos en revistas indexadas
  - S. V. Syzranov, M. L. Wall, V. Gurarie, and A. M. Rey, Spinorbital dynamics in a system of polar molecules, Nature Communications, 5, 5391, (2014).
  - A. Hazzard, B. Gadway, M. Foss-Feig, B. Yan, S. A. Moses, S. A. , J. P. Covey, N.Y. Yao, M. D. Lukin, J. Ye, D. S. Jin, and A. M. Rey, Many-Body Dynamics of Dipolar Molecules in an Optical Lattice, Physical Review Letters, 113(19), 195302, (2014).
  - A. M. Kaufman, B. J. Lester, C. M. Reynolds, M. L. Wall, M. Foss-Feig, K. R. A. Hazzard, A. M. Rey, and C. A. Regal, Two-particle quantum interference in tunnel-coupled optical tweezers, Science, 345, 306 (2014).
  - X. Zhang, M. Bishof, S. L Bromley, C. V. Kraus, M. S. Safronova, P. Zoller, A. M. Rey, and J. Ye, Spectroscopic observation of SU(N)-symmetric interactions in Sr orbital magnetism, Science, 345, 1467 (2014).
  - M. J. Martin, M. Bishof, M. D. Swallows, X. Zhang, C. Benko, J. von-Stecher, A. V. Gorshkov, A. M. Rey, Jun Ye, "A quantum many-body spin system in an optical lattice clock", Science, 341, 632 (2013).
  - B. Yan, Moses, S. A. , Gadway, B. , Covey, J. P. , Hazzard, K. R. A. , Rey, A. Maria, Jin, D. S. , and Ye, J., Observation of dipolar spin-exchange interactions with lattice-confined polar molecules, Nature, 501, 521 (2013).